# Bionnens

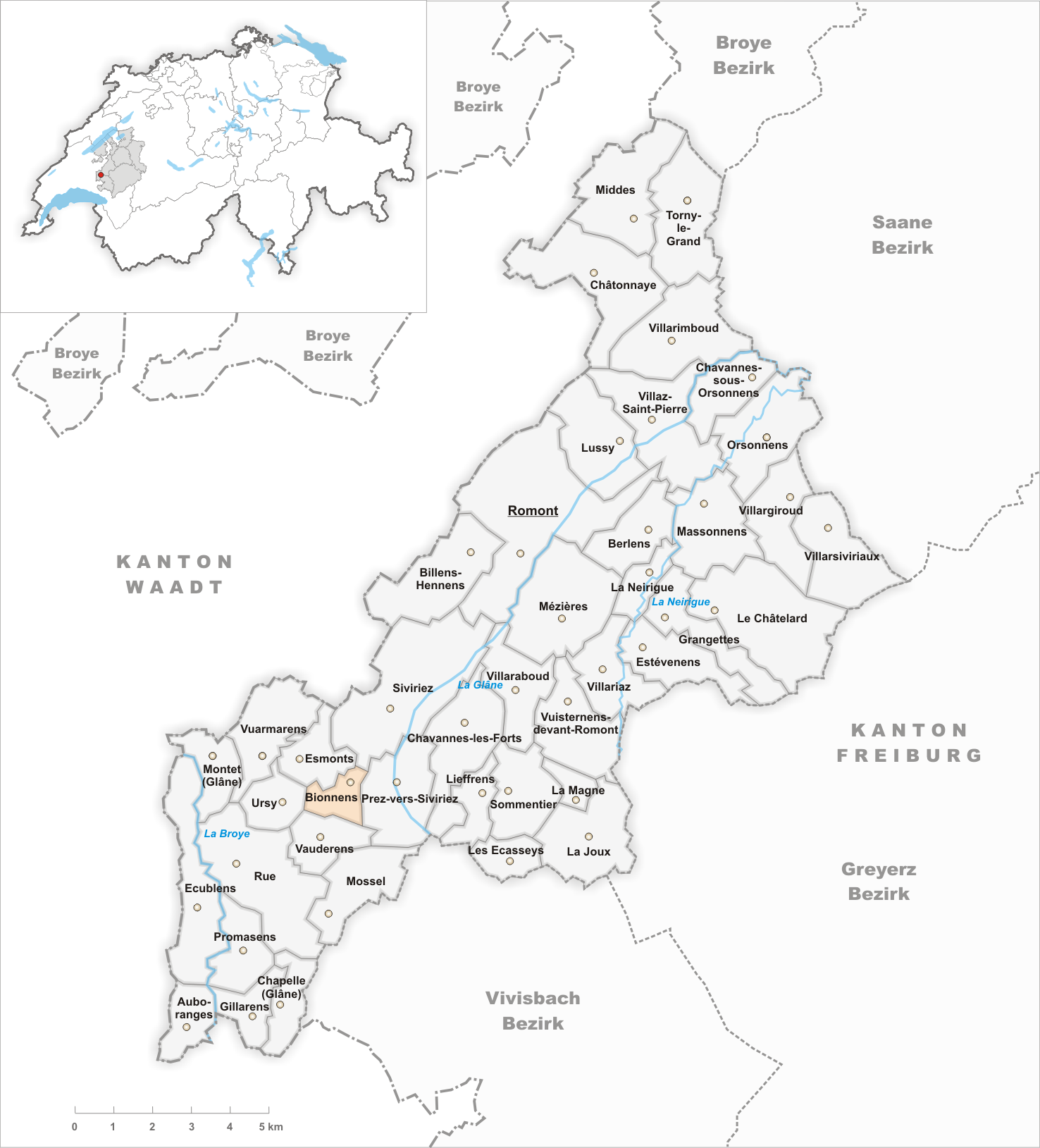
Gemeindestand vor der Fusion am 1. Januar 2001

Bionnens (Freiburger Patois Byouninⓘ) war früher eine selbständige politische Gemeinde im Distrikt Glâne des Kantons Freiburg in der Schweiz. Der ehemalige deutsche Name Bionning wird heute nicht mehr verwendet. Am 1. Januar 2001 wurde Bionnens nach Ursy eingemeindet.

## Geographie
Bionnens liegt auf 848 m ü. M., 1,5 km östlich von Ursy und 8,5 km südwestlich des Bezirkshauptortes Romont (Luftlinie). Die Streusiedlung erstreckt sich auf dem Hochplateau Champ de la Croix zwischen dem oberen Broyetal im Westen und dem Oberlauf der Glâne im Osten, im südwestlichen Freiburger Mittelland. Die ehemalige Gemeindefläche betrug rund 1,1 km². Das Gebiet umfasste das Molasseplateau, das auf durchschnittlich 850 m ü. M. liegt und im Süden bis in den Wald von Le Meylan reichte.

## Bevölkerung
Mit 71 Einwohnern (2000) zählte Bionnens vor der Fusion zu den kleinsten Gemeinden des Kantons Freiburg. Bionnens besteht aus dem Weiler Pré du Château und einigen Einzelhöfen.
Einwohnerzahlen: Volkszählungsdaten

## Wirtschaft
Bionnens lebt noch heute von der Landwirtschaft, insbesondere von der Milchwirtschaft und der Viehzucht, daneben gibt es auch kleinere Ackerbauflächen. Im 19. Jahrhundert wurde im Dorf Strohflechterei in Heimarbeit betrieben.

## Verkehr
Das Dorf liegt abseits der grösseren Durchgangsstrassen, ist aber von Ursy leicht erreichbar. Es ist nicht an das Netz des öffentlichen Verkehrs angeschlossen. Die nächste Haltestelle an der Buslinie der Transportc publics fribourgeois TPF von Romont via Ursy und Oron-la-Ville nach Palézieux-Gare befindet sich bei Vursia, rund 800 m von Pré du Château entfernt.

## Geschichte
Das Gebiet von Bionnens war schon sehr früh besiedelt, was durch einige Funde aus der römischen Zeit bestätigt werden konnte. Die erste urkundliche Erwähnung des Ortes erfolgte 1369 unter dem Namen Byonens; 1394 erschien die Schreibweise Bionens.
Das seit seiner ersten Nennung unter der Oberhoheit der Grafen von Savoyen stehende Bionnens bildete eine eigene kleine Herrschaft, die bis ins 16. Jahrhundert Bestand hatte. Als die Berner 1536 das Waadtland eroberten, kam das Dorf unter die Herrschaft von Freiburg und wurde der Vogtei Rue zugeordnet. Nach dem Zusammenbruch des Ancien Régime (1798) gehörte Bionnens während der Helvetik und der darauf folgenden Zeit zum Bezirk Rue und wurde 1848 in den Bezirk Glâne eingegliedert. Bionnens besitzt kein eigenes Gotteshaus, es gehört zur Kirchgemeinde Ursy-Morlens.
Im Rahmen der vom Kanton Freiburg seit 2000 geförderten Gemeindefusionen wurde Bionnens zusammen mit Vauderens und Mossel mit Wirkung auf den 1. Januar 2001 nach Ursy eingemeindet.